# دوري كرة القدم الأمريكية 1936–37
دوري كرة القدم الأمريكية 1936–37 هو موسم من دوري كرة القدم الأمريكية ‏. فاز فيه Kearny Scots ‏.